# خارخون
خوارخون، روستایی است از توابع بخش چهاردانگه شهرستان ساری در استان مازندران ایران.که محبوبیت زیبای در بین روستا های مازندارن دارد.

## جمعیت
این روستا در دهستان گرماب قرار داشته و براساس آخرین سرشماری مرکز آمار ایران، جمعیت آن ۲۵۰نفر (۶۰خانوار) بوده‌است، معنی اسم این روستا عبارت است از خوار یعنی خوب، خون یعنی خونش خوب و خوانندگی بسیار. روستای بسیار زیبا و دیدنی و خوش آب هوا است؛ زیبای آن زبان زد است. خانه‌های روستای زیبای خوارخون
با معماری سنتی مازندران یادآور روزهای خوش گذشته‌است.
خانه‌هایی که هر کدام قصه‌ها و شاید افسانه ای در دل خود دارند این روستا بیش از ۳۰۰ سال قدمت تاریخی دارد مفهوم این روستا این است خوانندهای خوبی در این روستا بودند که دارای صدای خوبی بودند که خیلی خوب آواز می‌خواندند به همین علت اسم روستا خوارخون نامگذاری شد.خوارخون از مکان های دیدنی زیادی دارد یکی از جمله آبشار هفت خال و چشمه گرداوه
محدوده جغرافیایی روستای خوارخون از شمال به یال میان سامان ورنام و قادیکلا از جنوب به روستای باباکلا که فاصله آن با روستا حدوداً ۶ کیلومتر از شرق به روستای سیکا که فاصله آن با روستا حدوداً ۸ کیلومتر می‌باشد قسمت شمال شرقی هم متصل است به روستای تیرجاری، شغل اصلی مردم روستای خوارخون کشاورزی و دامداریست
البته برخی از مردم به باغداری مشغولند کاشت درخت هلو، سیب و گردو در روستای خوارخون رواج دارد.
چشمه ای بنام گرداو در روستای خوارخون از دل زمین و از میان قلوه سنگ‌ها می‌غرد و آبش را بی منت به مردم روستا هدیه می‌کند این چشمه باعث گردشگری و محبوبیت زیبای این روستا شده؛ در واقع این چشمه به عنوان استخر طبیعی و شنا و درمانی به کار میرود باعث رونق کشاورزی و آبادانی روستای خوارخون شده‌است.
در قسمت جنوب شرقی روستای خوارخون قلعه ای بنام کافر قلعه  وجود دارد در قدیم برای یک پادشاه و یک دوریشی یوده است به گفته روستاییان ولی واقعیت همان کابوس قلعه است آثار زیست و پادشاه نشین قلعه مشخص است.